# سیارک ۱۳۵۳۳
سیارک ۱۳۵۳۳ (به انگلیسی: 13533 Junili، نامگذاری:1991RJ11) سیزده هزار و پانصد و سی و سومین سیارک کشف شده‌است که در ۴ سپتامبر ۱۹۹۱ کشف شد.
قدر مطلق سیارک برابر ۳۳.۸ است.